# Teramulus waterloti
Teramulus waterloti és una espècie de peix pertanyent a la família dels aterínids.

## Descripció
- Pot arribar a fer 3,2 cm de llargària màxima.
- És translúcid i blavós en general, vermellós als flancs i amb una destacada banda mediolateral iridescent.
- La primera aleta dorsal és negra.[3][4][5]

## Hàbitat
És un peix d'aigua dolça, pelàgic i de clima tropical.

## Distribució geogràfica
Es troba al nord-oest de Madagascar: des del riu Ifasy fins al riu Anjingo.

## Estat de conservació
Les poblacions del riu Anjingo han de front a la degradació del seu hàbitat i la introducció d'espècies exòtiques, mentre que les situades més al nord són lliures d'aquestes amenaces.

## Observacions
És inofensiu per als humans.